# Max-Bergmann-Medaille
Die Max-Bergmann-Medaille ist eine jährlich seit 1980 vergebene Auszeichnung für Protein- und Peptidchemie des Max-Bergmann-Kreises, benannt zu Ehren von Max Bergmann. Die Medaille wird international vergeben.
Der 1980 gegründete Verein Max Bergmann Kreis (MBK) fördert die Forschung zur Peptidchemie und verwandten Gebieten, insbesondere biologisch aktive Peptide und kleine Pharmamoleküle.

## Preisträger
Jeweils mit Laudatio bzw. Vortragsthema:
- 1980 Leonidas Zervas für Aminoschutzgruppen, insbesondere Erarbeitung des „Carbobenzoxy“-Verfahrens und Bruno Kamber (Forschungschemiker bei Ciba-Geigy) für Synthese asymmetrischer Cystin-Peptide
- 1981 Ernst Bayer für Aminosäuren-Enantiomeren-Trennung, insbesondere unter Verwendung thermostabiler chiraler Phasen
- 1982 Manfred Mutter für Forschung zur Bedeutung der Konformation für die Synthese höherer Peptide
- 1983 Rainer Obermeier für technisch verwertbare Semisynthese von Human-Insulin
- 1984 Viktor Mutt für ein neues Prinzip zur Erkennung und Isolierung von Peptidwirkstoffen
- 1985 Conrad Schneider für Allergie- und Anaphylaxis-Forschung mit Hilfe von Peptid-Modell-Systemen
- 1986 Alfred W Widmer für Synthese von Peptidfaktoren mit Hilfe einer kombinierten enzymatisch/konventionellen Synthesestrategie
- 1987 Peter W. Schiller für Forschung zur Bedeutung der Konformation für die Rezeptorspezifität
- 1988 Horst Kessler für NMR-Spektroskopie zur Sequenz- und Konformationsanalyse von Peptiden
- 1989 Günther Jung für Lantibiotika, insbesondere ihre Strukturaufklärung und Biosynthese
- 1990 Ulrich Schmidt für stereoselektive Synthese von ungewöhnlichen natürlichen Peptiden und Peptoiden
- 1991 Erich Wünsch für Verdienste um die Peptidchemie, insbesondere um den Max-Bergmann-Kreis
- 1992 Murray Goodman für Urethan-geschützte Aminosäure-N-Carboxyanhydride und ihre Bedeutung für die Peptidsynthese
- 1993 Ralph Hirschmann für Design von Peptidomimetika auf Strukturtemplaten
- 1994 Harald Tschesche für Anwendung peptidchemischer Methoden zum Verständnis der Inhibition und Aktivierung von Enzymsystemen
- 1995 Luis Moroder für Lipoderivatisierung von Hormonen zur Aufklärung und Modifizierung von Wechselwirkungen mit membranständigen Rezeptoren
- 1996 Shumpei Sakakibara für Synthese von Proteinen in Lösung
- 1997 Robert Huber für Röntgenstruktur des Proteasoms
- 1998 Louis A. Carpino für Entwicklung neuer Schutzgruppen und Verknüpfungsverfahren für die Synthese von Peptiden
- 1999 Ivar Ugi für multikomponenten Reaktionen
- 2000 Friedrich Lottspeich für Proteom-Analytik
- 2001 Falk Fahrenholz für Charakterisierung von Ligand/Rezeptor-Wechselwirkungen
- 2002 Gunter S. Fischer für Entdeckung und Charakterisierung von Prolyl-cis/trans-Isomerasen
- 2003 Herbert Waldmann für Entwicklung neuer Synthesestrategien für Glyko- und Lipo-Proteinsegmente
- 2004 Jean Martinez für Identifizierung und Synthese neuer Liganden G-Protein gekoppelter Rezeptoren
- 2005 Dieter Seebach für Leistungen in Peptidchemie
- 2006 Rudolf Glockshuber für Faltung und Assemblierung von Proteinen am Modell von Typ 1 Pili aus Escherichia coli
- 2007 Roger S. Goody für Proteinsynthese und Semisynthese als Schlüsseltechnologien in den Modernen Biowissenschaften: Anwendung bei Struktur-Funktionsuntersuchungen an kleinen GTP-bindenden Proteinen
- 2008 Mohamed Marahiel für molekulare Mechanismen der der nichtribosomalen Peptidsynthese
- 2009 Annette Beck-Sickinger für Neuropeptid Y
- 2010 Carlo Unverzagt für Synthese von Glycoproteinen
- 2011 Philip E. Dawson für chemoselektive Reaktionen für die Synthese und Markierung von Proteinen
- 2012 John Robinson für Design und Anwendung von Protein Epitop Mimetika
- 2013 Claudio Toniolo für die Charakterisierung von Protein-Sekundärstruktur mit Hilfe von synthetischen Modell-Peptiden
- 2014 Ernest Giralt für molekulare Erkennung auf Protein-Oberflächen
- 2015 Richard DiMarchi für chemische Evolution metabolischer Hormone
- 2016 Hiroaki Suga für den RaPID Weg zur Entdeckung pseudo-natürlicher Peptide für therapeutische Zwecke
- 2017 Johannes Buchner für Peptide in Proteinen und ihre Bedeutung für Proteinfaltung und -Protein-Assemblierung
- 2018 Oliver Seitz für Template-Reaktionen in der chemischen Biologie
- 2019 Ronald T. Raines für Beiträge zum Verständnis der Peptid- und Proteinstabilität und der Anwendung chemoselektiver Reaktionen in der Chemischen Biologie.
- 2020 Roderich D. Süssmuth, für Leistungen auf dem Gebiet der Peptid-Naturstoffe
- 2021 Ingmar Hoerr, für Beiträge zur Entwicklung von mRNA-Impfstoffen
- 2022 Knud J. Jensen (Universität Kopenhagen) für seine Errungenschaften zum Thema „Stabilisierung therapeutischer Peptide“
- 2023 Stephan A. Sieber für den „Einsatz von Peptiden als maßgeschneiderte Werkzeuge zum Verständnis neuer antibiotischer Wirkmechanismen“
- 2024 Christian Hackenberger (FMP Berlin)[1]